# تكجكالت (قصبة آيت هديل)
تكجكالت ن ايت تكني هو دُوَّار يقع بجماعة تمنارت، إقليم طاطا، جهة سوس ماسة في المملكة المغربية. ينتمي الدوّار لمشيخة تكجكالت التي تضم دوارين. يقدر عدد سكانه بـ 532 نسمة حسب الإحصاء الرسمي للسكان والسكنى لسنة 2004.
تعتبر تكجكالت اول دوار في اقليم طاطا من جهة الغرب, تبعد عن مركز الاقليم طاطا بحوالي 180 كلم و كلمترين عن الطريق الوطنية الرابطة بين بويزكارن وطاطا.
لفظ تكجكالت يعني في الامازيغية القديمة ضاية ماء , سكان تكجكالت عبارة عن مزيج من الرحل استوطنوا في المنطقة في اواخر القرن الخمس عشر الميلادي. هناك اختلاف في الروايات الشفاهية عن السكان الاولين لتكجكالت .

## روابط خارجية
- البوابة الوطنية للجماعات الترابية نسخة محفوظة 12 مارس 2018 على موقع واي باك مشين.
- المندوبية السامية للتخطيط